# Vòng loại bóng đá nữ Thế vận hội Mùa hè 2012 khu vực châu Đại Dương
Giải bóng đá nữ tiền Thế vận hội của OFC 2012 là giải đấu vòng loại nhằm chọn ra đội tuyển bóng đá nữ thuộc OFC tham dự Thế vận hội Mùa hè 2012 ở Luân Đôn. Đây là lần thứ ba giải đáu được tổ chức. Bốn quốc gia tham gia vòng sơ loại (do Tonga tổ chức) theo thể thức vòng tròn với hai đội đứng đầu đi tiếp vào trận chung kết. Đội chiến thắng vòng sơ loại sẽ gặp New Zealand trong trận playoff hai lượt cho một suất dự Olympic.

## Vòng sơ loại
| Đội              | Tr | T | H | B | BT | BB | HS  | Đ |
| ---------------- | -- | - | - | - | -- | -- | --- | - |
| Papua New Guinea | 3  | 3 | 0 | 0 | 20 | 3  | +17 | 9 |
| Tonga            | 3  | 2 | 0 | 1 | 11 | 5  | +6  | 6 |
| Samoa            | 3  | 1 | 0 | 2 | 7  | 16 | −9  | 3 |
| Vanuatu          | 3  | 0 | 0 | 3 | 6  | 20 | −14 | 0 |

| Tonga                                                                     | 5–2      | Vanuatu                                 |
| ------------------------------------------------------------------------- | -------- | --------------------------------------- |
| Piuingi Feke 31', 47', 61' · Salome Va'enuku 42' · Kiana Mu'amoholeva 56' | Chi tiết | Serah Thompson 62' · Joella Avock 90+3' |

| Papua New Guinea                                                                                           | 7–2      | Samoa                                       |
| --- | -------- | ------------------------------------------- |
| Fatima Rama 7' · Linah Honeakii 12', 38' · Rumona Morris 45+1' · Daisy Winas 86' · Sandra Birum 87', 90+2' | Chi tiết | Lanuola Mulipola 19' · Tamasailau Leuta 70' |

| Tonga | 0–2      | Papua New Guinea                    |
| ----- | -------- | ----------------------------------- |
|       | Chi tiết | Zeen Limbai 32' · Deslyne Siniu 48' |

| Samoa                                   | 4–3      | Vanuatu                               |
| --------------------------------------- | -------- | ------------------------------------- |
| Hazel Peleti 24', 63', 84' · 80' (l.n.) | Chi tiết | Lisa Batick 5', 29' · Fina Angelo 43' |

| Samoa            | 1–6      | Tonga                                                                           |
| ---------------- | -------- | ------------------------------------------------------------------------------- |
| Hazel Peleti 38' | Chi tiết | Laite Si'i Manu 4' · Piuingi Feke 30', 33', 34', 45' · Kiana Mu'amoholeva 45+6' |

| Vanuatu            | 1–11     | Papua New Guinea |
| ------------------ | -------- | --- |
| Junane Ishmael 42' | Chi tiết | Georgina Kaikas 6', 57' · Deslyne Siniu 19', 22', 63' (ph.đ.), 89' · Esther Muta 56' · Barbra Muta 73' · Fatima Rama 79' · Daisy Winas 85', 89' |

### Trận tranh hạng ba
| Samoa | 0–2      | Vanuatu                                 |
| ----- | -------- | --------------------------------------- |
|       | Chi tiết | Elodie Samuel 20' · Leisale Solomon 24' |

### Chung kết
| Papua New Guinea                  | 2–0      | Tonga |
| --------------------------------- | -------- | ----- |
| Fatima Rama 47' · Barbra Muta 49' | Chi tiết |       |

### Giải thưởng
| Cầu thủ xuất sắc nhất giải | Thủ môn xuất sắc nhất | Vua phá lưới         | Giải phong cách |
| -------------------------- | --------------------- | -------------------- | --------------- |
| Deslyne Siniu              | Lupe Likiliki         | Piuingi Feke (7 bàn) | Vanuatu         |

## Vòng chung kết
| New Zealand                                                                                 | 8–0      | Papua New Guinea |
| ------------------------------------------------------------------------------------------- | -------- | ---------------- |
| Wilkinson 6' · Smith 13' · Gregorius 40' · Hearn 43', 90+1' · White 63', 89' · Percival 70' | Chi tiết |                  |

| Papua New Guinea | 0–7      | New Zealand                                                                                     |
| ---------------- | -------- | ----------------------------------------------------------------------------------------------- |
|                  | Chi tiết | Moorwood 13' · Gregorius 32', 84' (ph.đ.) · Wilkinson 37', 42' (l.n.) · Green 49' · Hassett 70' |

New Zealand giành thắng lợi với tổng tỉ số 15–0 và giành quyền dự Thế vận hội.